# Mazanov
Mazanov je priimek več oseb:
- Lavr Aleksandrovič Mazanov, sovjetski general
- Viktor Georgijevič Mazanov, sovjetski plavalec